# Éphèbe d'Agrigente
L'Éphèbe d'Agrigente est une statue d'éphèbe en marbre du Ve siècle av. J.-C., découverte à Agrigente et conservée au Musée archéologique régional d'Agrigente.

## Histoire
Elle a été retrouvée dans une citerne à San Biagio (Agrigente), près de la Roche d'Athéna, en 1897.
Cette statue est de style sévère en marbre cycladique poli.
Elle représente un homme nu, debout, s'appuyant sur sa jambe droite, la gauche étant fléchie vers l'arrière. Athlète ou divinité fluviale, à moins qu'il ne s'agisse d'un portrait funéraire, ses bras tendus tenaient probablement une phiale ou une coupe.
« La tête, dont les cheveux s’enroulent en arrière sur un serre-tête, a un caractère personnel marqué. Le modelé est d’une douceur tout ionienne. Mais la structure du corps, sa massivité, la solidité un peu fière de l’attitude, la sobriété de l’ensemble attirent plutôt l’attention sur des modèles péloponnésiens. » Elle a été comparée à l'Éphèbe de Critios de la même période.
Son origine, production sicilienne ou importée de Grèce, est débattue par les spécialistes,,.